# Crétacé
Stratigraphie
Jurassique Paléogène
Cénozoïque
Paléogéographie et climat
Contexte géodynamique
- 120 Ma : ouverture de l'Atlantique Sud et fragmentation du Gondwana
- 100 Ma : début de formation de la chaîne alpine

Faune et flore
Évolution
- disparition des bennettitales
- 140 Ma : marsupiaux
- 130 Ma : angiospermes (plantes à fleurs)
- 120 Ma : serpents
- 110–100 Ma : abeilles

Le Crétacé (ou plus rarement Crétacique) est une période géologique qui s’étend d'environ −145,0 à −66,0 Ma. Elle se termine avec la disparition des dinosaures non aviens, des ptérosaures, de la plupart des reptiles marins, des ammonites et de nombreuses autres formes de vie. Cette période est la troisième et dernière de l’ère Mésozoïque ; elle suit le Jurassique et précède le Paléogène. 
| Période                                                    | Séries    | Étage         | Âge (Ma)       |
| ---------------------------------------------------------- | --------- | ------------- | -------------- |
| Paléogène                                                  | Paléocène | Danien        | Plus jeune     |
| Crétacé                                                    | Supérieur | Maastrichtien | 72.2 - 66.0    |
| Crétacé                                                    | Supérieur | Campanien     | 83.6 - 72.2    |
| Crétacé                                                    | Supérieur | Santonien     | 85.7 - 83.6    |
| Crétacé                                                    | Supérieur | Coniacien     | 89.8 - 85.7    |
| Crétacé                                                    | Supérieur | Turonien      | 93.9 - 89.8    |
| Crétacé                                                    | Supérieur | Cénomanien    | 100.5 - 93.9   |
| Crétacé                                                    | Inférieur | Albien        | 113.2 - 100.5  |
| Crétacé                                                    | Inférieur | Aptien        | 121.4 - 113.2  |
| Crétacé                                                    | Inférieur | Barrémien     | 125.77 - 121.4 |
| Crétacé                                                    | Inférieur | Hauterivien   | 132.6 - 125.77 |
| Crétacé                                                    | Inférieur | Valanginien   | 137.05 - 132.6 |
| Crétacé                                                    | Inférieur | Berriasien    | 143.1 - 137.05 |
| Jurassique                                                 | Malm      | Tithonien     | Plus âgé       |
| Subdivision de la période Crétacé selon l'UISG, août 2018. |           |               |                |

Sa fin est marquée par un stratotype riche en iridium que l’on pense associé à l’impact d’une météorite dans le Yucatan. Cette collision est considérée comme ayant participé fortement à l’extinction massive ayant entraîné entre autres la disparition des dinosaures. Néanmoins, la géologie montre que l'activité volcanique de grande ampleur commune aux cinq grandes extinctions avait déjà commencé avant l'arrivée du bolide.
Le Crétacé est nommé d’après le latin creta, « craie », se référant aux vastes dépôts crayeux marins datant de cette époque et que l’on retrouve en grande quantité en Europe, notamment dans le nord de la France (affleurant par exemple au cap Blanc-Nez, aux falaises du pays de Caux et du val de Seine en Normandie ou encore en Champagne crayeuse) et en Grande-Bretagne. Il a été défini par Jean-Baptiste d'Omalius en 1822 d’après des couches stratigraphiques présentes dans le Bassin parisien.
Certains anciens textes français emploient plutôt le nom de Crétacique ou des publications scientifiques récentes l'adjectif de crétacique.

## Subdivisions

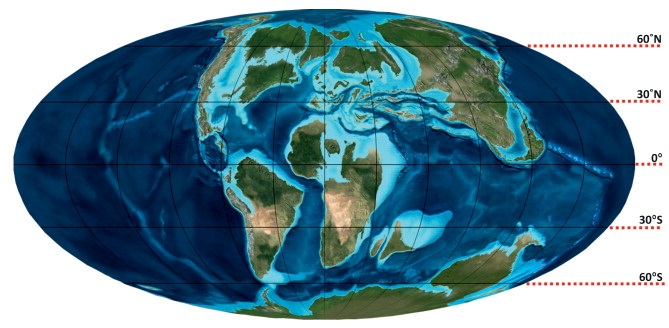
Géographie reconstituée de la Terre au Crétacé supérieur (90 Ma).

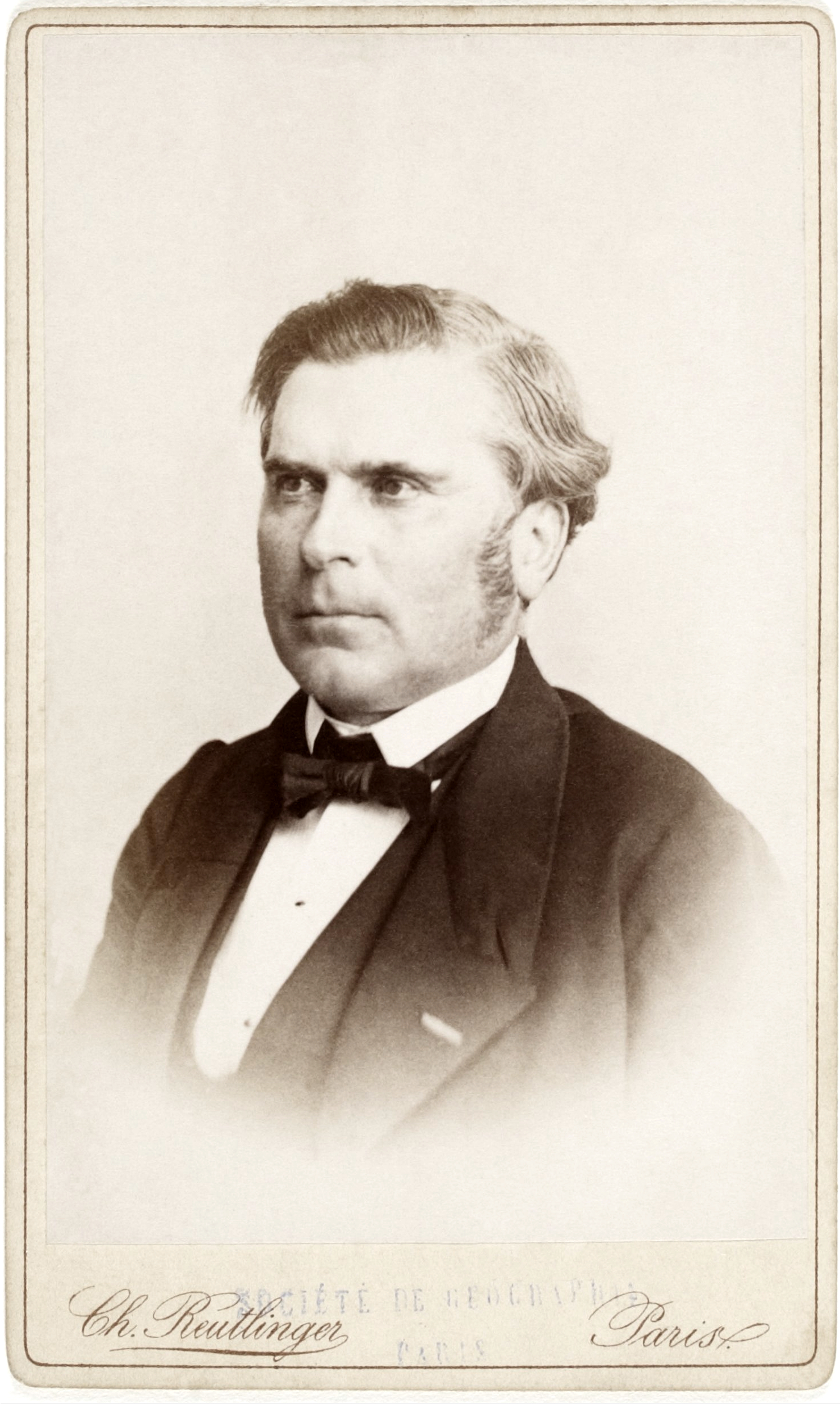
Edmond Hébert étudia à la fin du XIXe siècle les subdivisions du Crétacé en Europe.

Le Crétacé est généralement divisé en deux époques appelées Crétacé inférieur et supérieur.
| Crétacé supérieur |                              |
| • Maastrichtien   | (72,1 ± 0,2 - 66,0 Ma)       |
| • Campanien       | (83,6 ± 0,2 - 72,1 ± 0,2 Ma) |
| • Santonien       | (86,3 ± 0,5 - 83,6 ± 0,2 Ma) |
| • Coniacien       | (89,8 ± 0,3 - 86,3 ± 0,5 Ma) |
| • Turonien        | (93,9 - 89,8 ± 0,3 Ma)       |
| • Cénomanien      | (100,5 - 93,9 Ma)            |
|                   |                              |
| Crétacé inférieur |                              |
| • Albien          | (≃ 113 - 100,5 Ma)           |
| • Aptien          | (≃ 125,0 - ≃ 113 Ma)         |
| • Barremien       | (≃ 129,4 - ≃ 125,0 Ma)       |
| • Hauterivien     | (≃ 132,9 - ≃ 129,4 Ma)       |
| • Valanginien     | (≃ 139,8 - ≃ 132,9 Ma)       |
| • Berriasien      | (≃ 145,0 - ≃ 139,8 Ma)       |

Sources.

## Paléogéographie
Durant le Crétacé, le supercontinent Pangée finit de se scinder pour former les continents actuels, bien que leurs positions soient encore substantiellement différentes de ce qu'elles sont de nos jours. L’océan Atlantique s’élargit alors que l’Amérique du Nord se dirige vers l’ouest ; dans le même temps le Gondwana, qui s’était auparavant détaché de la Pangée, se fracture en Antarctique, Amérique du Sud et Australie, et s’éloigne de l’Afrique. L’Inde et Madagascar restent rattachés à la plaque africaine au début du Crétacé ; l’Inde s’en détache vers la fin du Berriasien. L’océan Indien et l’Atlantique Sud apparaissent durant cette période.
Cette activité crée des chaînes de montagnes sous-marines le long des lignes de fractures, provoquant l’élévation du niveau de la mer dans le monde entier : c’est la crise magmatique du Crétacé supérieur, à l’origine des plateaux des Caraïbes, d’Otong-Java… Au nord de l’Afrique, la mer de Téthys continue de rétrécir. En Amérique du Nord une mer intérieure peu profonde se forme (voie maritime intérieure de l'Ouest), puis commence à diminuer en laissant des dépôts marins minces intercalaires entre des couches de charbon. D’autres affleurements de cette période se situent en Europe et en Chine. Au maximum du niveau de la mer pendant le Crétacé, près d’un tiers des terres actuelles est submergé.
Le Crétacé est renommé pour ses formations calcaires : aucune autre période du Phanérozoïque n’en a produit autant. L’activité au niveau des dorsales océaniques enrichit les océans en calcium, permettant aux coccolithophoridés de s’approvisionner en cet élément.
De plus, dans la région de l’Inde, des éruptions volcaniques massives se produisent vers la fin du Crétacé et le début du Paléocène, formant les trapps du Deccan.

## Climat
Au début du Crétacé, la tendance au refroidissement amorcée à la fin du Jurassique se poursuit pendant le Berriasien. Les pôles ont peut-être connu à cette époque des glaciers permanents, ainsi que quelques montagnes élevées aux latitudes moyennes. Ce refroidissement n’est pas typique du Crétacé. À la fin du Berriasien les températures remontent puis restent relativement stables pendant le reste de cette période.
Cette tendance est due à l’activité volcanique intense qui produit de larges quantités de dioxyde de carbone. La mer de Téthys connecte les océans tropicaux d’ouest en est, permettant d’adoucir le climat global. Des fossiles de plantes adaptées à la chaleur ont été trouvés dans des régions aux latitudes élevées telles que l’Alaska ou le Groenland, et des fossiles de dinosaures sont présents à des latitudes éloignées du pôle Sud de seulement 15°.
Le gradient de température équateur-pôle est bien moins élevé que de nos jours ; les vents sont donc plus faibles, et en conséquence les remontées d’eau des océans sont moins accentuées et les océans plus stagnants. Ces océans sont donc moins oxygénés, et des événements anoxiques sont enregistrés dans les dépôts de schiste noir. La température de surface et en profondeur des océans est nettement plus élevée que de nos jours.
Le climat global est donc chaud, avec des régions polaires dépourvues de glace permanente, sauf peut-être ponctuellement au Turonien. En effet, selon une étude publiée dans la revue Science, une équipe conduite par l’Allemand André Bornemann est parvenue à prouver l’existence de glaciers et à montrer que ces glaciers ont pu atteindre, sur de courtes périodes, jusqu'à 60 % du volume actuel de l’Antarctique ; le niveau de la mer chutant de 25 à 40 mètres, alors que la température de l’océan dans les zones tropicales avoisinait 37 °C contre les 28 °C actuels pour la zone ouest tropicale de l'Atlantique.

## Vie

### Flore
Les angiospermes s’étendent mais ne deviennent dominantes qu'à partir de la fin du Crétacé, pendant le Campanien. Leur dissémination est aidée par l’apparition des abeilles - les relations insectes-angiospermes sont un bon exemple de coévolution. Les premiers représentants d’arbres à feuilles : figuiers, magnolias et Platanaceae, apparaissent durant le Crétacé. Les gymnospermes du Trias, tels que les conifères, continuent de se développer. Les Bennettitales apparus pendant le Trias s’éteignent vers la fin du Crétacé. Les plantes se modernisent, bien que les herbes n’évoluent pas avant la fin de cette période.

### Faune terrestre
La faune est dominée par les reptiles archosauriens, essentiellement des dinosaures. Contrairement au consensus en vigueur jusqu'à la fin du XXe siècle, les mammifères sont bien présents dans le règne animal, et certains comme Repenomamus robustus et Vintana (en) approchent ou dépassent les dix kilos.
Dans le ciel, les ptérosaures sont communs dans les environnements maritimes, en particulier durant le Crétacé inférieur et moyen. Mais sur terre ils doivent faire face à la radiation évolutive des oiseaux ; à la fin du Crétacé, seules subsistent deux espèces de ptérosaures très spécialisées.
Les dépôts sédimentaires de la province chinoise du Liaoning fournissent de bons enregistrements fossiles du Crétacé inférieur : les restes bien conservés de nombreux petits mammifères, oiseaux et dinosaures, y ont été découverts.
- Les Maniraptora trouvés sur ces sites sont intermédiaires entre les dinosaures et les oiseaux. Leur corps est, au moins partiellement, couvert de plumes.
- En 2007 en Chine, a été découvert un petit reptile volant de la famille des ptérosaures qui vivait il y a environ 120 Ma. De la taille d'un moineau, la courbure des phalanges des pieds indique qu'il vivait principalement dans les ginkgos, arbres qui couvraient la Chine de cette période.

Durant le Crétacé, les insectes se diversifient. Les plus vieux termites et fourmis, Aphidoidea, Cynipidae et sauterelles apparaissent ainsi que quelques nouvelles familles de papillons.

### Faune marine

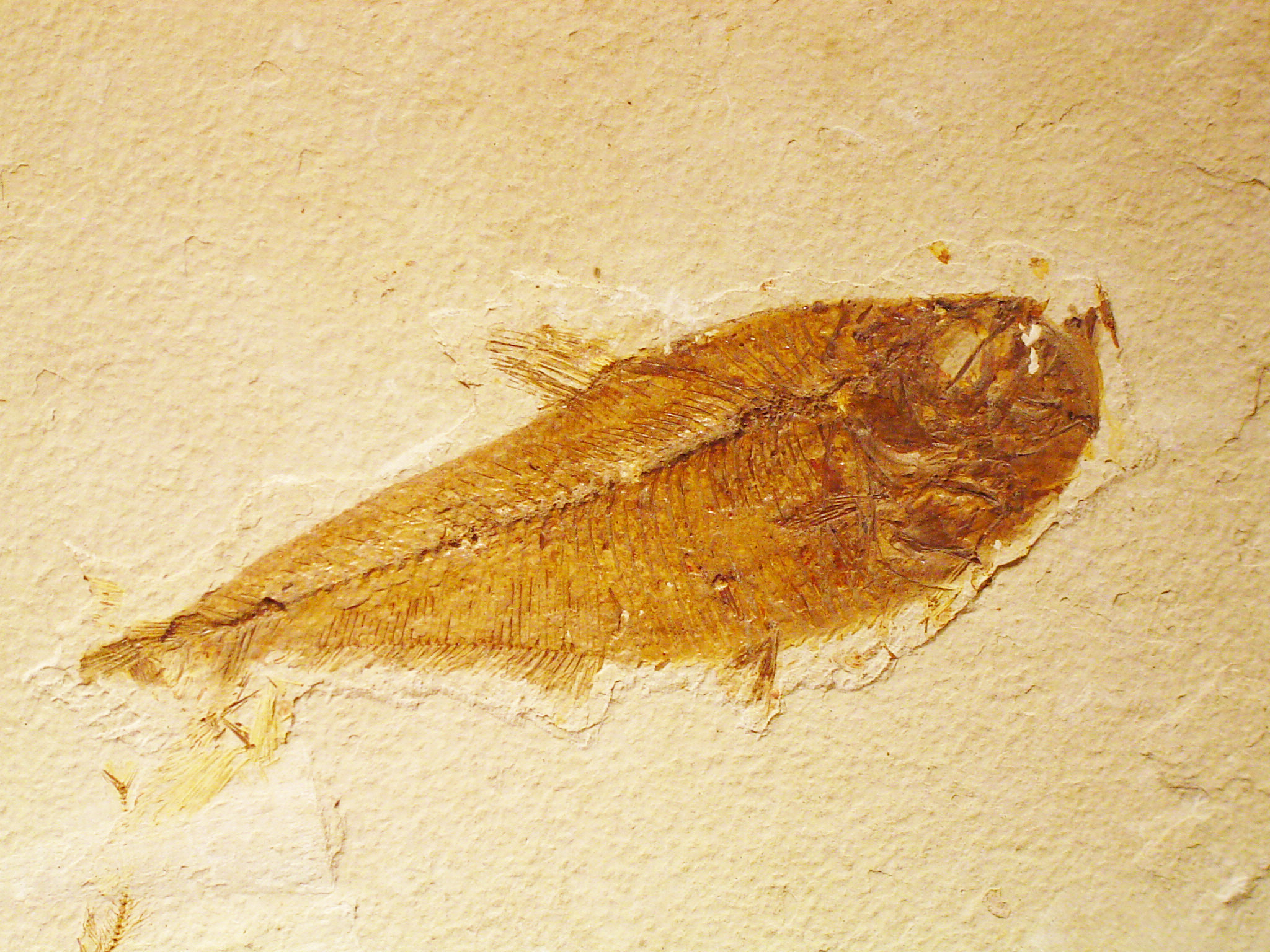
Fossile de poisson du Crétacé.

Dans les mers, les raies, les requins modernes et les poissons deviennent communs ainsi que les reptiles marins : Ichthyosaures durant le Crétacé inférieur, Plésiosaures durant toute la période, et Mosasaures durant le Crétacé supérieur.
Les baculites, un genre d’ammonite, sont florissantes. Les hesperornithiformes, des oiseaux dinosauriens marins communs au Mésozoïque, n’ont pas de concurrents. Les Foraminifera, Globotruncana, et des échinodermes tels les étoiles de mer ou les oursins se développent. La première expansion des diatomées se fait dans les océans pendant le Crétacé - les diatomées d’eau douce n’apparaissent pas avant le Miocène. Le Crétacé est aussi une période importante pour l’évolution des organismes attaquant les couches calcaires, et la bioérosion devient un facteur important dans l’évolution des couches sédimentaires.

### Extinction de la fin du Crétacé

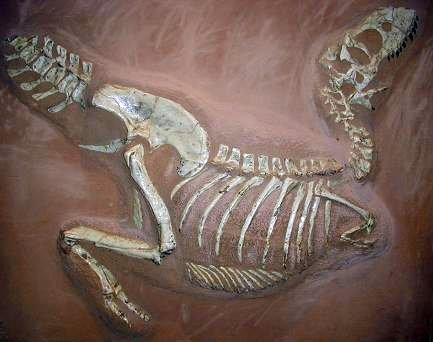
Tarbosaurus, un théropode Tyrannosauridae, fait partie des derniers dinosaures à avoir vécu à la fin du Crétacé.

La fin du Crétacé voit un déclin progressif de la biodiversité durant le Maastrichtien, un peu avant la crise écologique qui culmine lors de l’extinction du Crétacé. Après cette dernière, en dépit des nombreuses niches écologiques libérées la biodiversité mettra longtemps avant de redevenir aussi riche qu'auparavant.
En dépit de la sévérité de cette extinction, la vitesse de disparition varie entre et à l’intérieur des différents clades. Les espèces qui dépendent de la photosynthèse déclinent à cause du blocage de l’énergie solaire par les particules en suspension dans l’air après l’impact de Chicxulub et du fait de l'émission extraordinairement massive de gaz toxiques, de CO2 et de cendres due aux trapps du Deccan, l'importance relative de l'un et de l'autre de ces deux événements dans l'extinction massive étant sujet à débats et controverses. Tout comme aujourd’hui, le phytoplancton et les plantes terrestres étaient à la base de la chaîne alimentaire ; les herbivores dépendant de ces sources de nourriture se sont éteints, puis leurs prédateurs tel que le Tyrannosaurus rex.
Les Coccolithophoridés et les mollusques, y compris les ammonites, les rudistes, les escargots d’eau douce et les moules, ainsi que les organismes les consommant, s’éteignent ou subissent des pertes massives ; par exemple les Mosasauridae disparaissent.
Les omnivores, insectes et charognards survivent mieux à cette extinction. À la fin du Crétacé, il ne semble plus y avoir de mammifères purement carnivores ou herbivores. Les mammifères ou les oiseaux qui ont survécu semblent se nourrir d’insectes, de larves, de vers ou d’escargots, qui à leur tour se nourrissent de plantes mortes ou sont des charognards,,.
Dans les biocénoses vivant en eau courante, les extinctions sont moins marquées. Leurs communautés vivent fréquemment de détritus tombant dans l’eau plutôt que de plantes vivantes, et ces niches écologiques sont moins touchées. Des modèles similaires mais plus complexes prévalent aussi dans les océans, les animaux vivant sur les fonds sont moins touchés que ceux vivant dans la zone pélagique, ces derniers dépendant plus directement de la productivité primaire du phytoplancton tandis que les animaux vivant sur ou dans les fonds marins vivent de déchets.
Les plus grands animaux survivant respirant de l’air, des crocodiliens et des champsosaures, sont semi-aquatiques. Les espèces modernes de crocodiles peuvent se nourrir de détritus et survivre pendant de longues périodes sans nourriture ; ces caractéristiques sont héritées de leur survie pendant l’extinction du Crétacé.
La plus fameuse des disparitions, celle des dinosaures, est donc loin de résumer une extinction massive qui est l'une des plus importantes dans l’histoire de la Terre.